# Rockstar Advanced Game Engine
Rockstar Advanced Game Engine, skraćeno RAGE, je pokretač videoigara kojeg je izradila tvrtka RAGE Technology Group, pomoću izdavača videoigara Rockstar San Diego uz pomoć Rockstar studija. Pokretač se može koristiti na nekoliko različitih platformi uključujući Microsoft Windows, Nintendo Wii, PlayStation 3, PlayStation 4, Xbox 360 i Xbox One. 
RAGE je nastao od pokretača igara Angel, kojeg je izradio Angel Studios za korištenje u šestoj generaciji konzola serije Midnight Club i pokretanje drugih igara izdavača Rockstar San Diego.
Rockstar je integrirao nekoliko komponenti treće strane u RAGE kao što su karakterne animacije Euphoria-e i Bullet-ovu fiziku igre. Prije RAGE-a, Rockstar je najviše koristio Criterion Games RenderWare za izdavanje videoigara, ponajviše za nastavke serijala Grand Theft Auto za PlayStation 2, Xbox, i Microsoft Windows. Od izlaska Max Payne 3, pokretač podržava DirectX 11 i 3D stereoskopsko renderiranje na PC platformi.

## Igre koje koriste RAGE
| Naziv igre                                                                                 | Godina | Platforme                                  | Razvoj                                                 |
| ------------------------------------------------------------------------------------------ | ------ | ------------------------------------------ | ------------------------------------------------------ |
| Rockstar Games Presents Table Tennis                                                       | 2006   | Wii                                        | Rockstar San Diego                                     |
| Rockstar Games Presents Table Tennis                                                       | 2007   | Xbox 360                                   | Rockstar San Diego                                     |
| Grand Theft Auto IV                                                                        | 2008   | Microsoft Windows, PlayStation 3, Xbox 360 | Rockstar North, Rockstar Toronto, Rockstar New England |
| Midnight Club: Los Angeles                                                                 | 2008   | PlayStation 3, Xbox 360                    | Rockstar San Diego                                     |
| Grand Theft Auto: Episodes from Liberty City (The Lost and Damned, The Ballad of Gay Tony) | 2009   | Xbox 360                                   | Rockstar North, Rockstar Toronto                       |
| Grand Theft Auto: Episodes from Liberty City (The Lost and Damned, The Ballad of Gay Tony) | 2010   | Microsoft Windows, PlayStation 3           | Rockstar North, Rockstar Toronto                       |
| Red Dead Redemption                                                                        | 2010   | PlayStation 3, Xbox 360                    | Rockstar San Diego                                     |
| Red Dead Redemption: Undead Nightmare                                                      | 2010   | PlayStation 3, Xbox 360                    | Rockstar San Diego                                     |
| Max Payne 3                                                                                | 2012   | Microsoft Windows, PlayStation 3, Xbox 360 | Rockstar Studios                                       |
| Max Payne 3                                                                                | 2013   | OS X                                       | Rockstar Studios                                       |
| Grand Theft Auto V                                                                         | 2013   | PlayStation 3, Xbox 360                    | Rockstar North                                         |
| Grand Theft Auto V                                                                         | 2014   | PlayStation 4, Xbox One                    | Rockstar North                                         |
| Grand Theft Auto V                                                                         | 2015   | Microsoft Windows                          | Rockstar North                                         |

## Vanjske poveznice
- Službena stranica Rockstar Gamesa